# S1mple
Oleksandr Olehovych Kostyliev (sinh ngày 2 tháng 10 năm 1997), hay còn được biết đến với cái tên là s1mple, là một tuyển thủ Counter-Strike: Global Offensive chuyên nghiệp người Ukraina đang thi đấu cho BC.Game Esport .Anh được coi là một trong những tuyển thủ xuất sắc nhất trong lịch sử của tựa game Counter Strike: Global Offensive.

## Đời đầu
Kostyliev sinh ngày 2 tháng 10 năm 1997. Họ của anh có nguồn gốc từ Nga. Anh bắt đầu chơi Counter-Strike năm 14 tuổi theo lời giới thiệu của anh trai mình. s1mple chọn chơi Counter-Strike: Global Offensive khi phát hành vào năm 2012 và gia nhập đội tuyển chuyên nghiệp đầu tiên của anh ấy một năm sau đó.

## Sự nghiệp

### 2014
Đội tuyển chuyên nghiệp đầu tiên của s1mple có tên LAN DODGERS, nhưng anh đã sớm được Courage Gaming ký hợp đồng. Vào khoảng tháng 9 năm 2014, s1mple được ký hợp đồng bởi một tổ chức lớn có tên là Hellraisers. Ở đó, anh được thi đấu với ANGE1, Dosia, Kucher và Markeloff, những người mà s1mple coi là thần tượng của mình.

### 2015
Vào tháng 1 năm 2015, s1mple nhanh chóng bị trục xuất khỏi Hellraisers do những phát ngôn gây bức xúc về người Đức và lệnh cấm của ESL vì hack cheat. Bản thân s1mple nói rằng lệnh cấm đó là do anh đã hack trong Counter-Strike 1.6. Tuy nhiên, theo hồ sơ từ ESL cho thấy đó là lệnh cấm trong trò chơi kể từ khi S1mple chơi CS: GO. Lệnh cấm này cũng được kéo dài đến hết năm 2016 do hành vi trốn tránh lệnh cấm. S1mple ngay sau lệnh cấm đã được Flipsid3 Tactics ký hợp đồng, nhưng thời gian của anh trong đội cũng không lâu do đội bị loại khỏi trận bán kết tại ESWC 2015. Ở giai đoạn này trong sự nghiệp của mình, s1mple được biết đến là 1 người vô cùng "Toxic", thô lỗ với đồng đội của mình.

### 2016
Sau một thời gian ngắn học tiếng Trung tại một trường đại học, s1mple chuyển đến Los Angeles, Hoa Kỳ vào đầu năm 2016 và gia nhập Team Liquid.  Một tuyển thủ của Team Liquid, Spencer "Hiko" Martin, đã tham gia cho Flipsid3 tại ESWC 2015, và anh ấy đã phát triển một mối quan hệ thân thiện với s1mple ở đó. Team Liquid đã gây bất ngờ tại giải đấu Major đầu tiên, và lọt vào bán kết Giải Major MLG: Columbus, trước khi thất bại trước nhà vô địch cuối cùng, Luminosity Gaming. Bất chấp kết quả này tại giải đấu Major của trò chơi, không lâu sau s1mple rời Team Liquid vì nhớ nhà. Giải Major tiếp theo trong năm đang đến gần và s1mple một lần nữa chơi cho Team Liquid. Trong trận bán kết tại ESL One Cologne 2016, Valve Corporation đã thêm một bức Graffiti lên bản đồ Cache để kỷ niệm cho pha Highlight của s1mple trong trận đấu gặp fnatic. Như vậy, Team Liquid đã trở thành đội Bắc Mỹ đầu tiên lọt vào một trận chung kết Major. Họ đã bị đánh bại trong trận chung kết bởi cùng một đội hình Brazil của SK (trước đây là Luminosity Gaming). Sau khi rời Team Liquid, s1mple gia nhập Natus Vincere và thay thế vị trí của Danylo "Zeus" Teslenko. Với Na'Vi, s1mple đã vô địch ESL One: New York 2016 và anh ấy đã được trao huy chương vị trí thứ 4 trong top 20 của HLTV.

### 2017
Trong giải Major đầu tiên trong năm, ELEAGUE Major 2017, Na'Vi đã để thua Astralis trong trận tứ kết. Sau khi bị loại khỏi vòng bảng tại giải vô địch PGL Krakow Major 2017, Na'Vi đã benched Ladislav "GuardiaN" Kovacs và Denis "sezied" Kostin khi mang về thành viên cũ Danylo "Zeus" Teslenko. GuardiaN từng là AWPer cho Na'Vi, vì vậy s1mple buộc phải chơi ở vị trí Snipe rifle cho tới khi Gaurdian rời đi. Bất chấp những thay đổi này, Na'Vi vẫn tiếp tục không có 1 thành tích nào của họ, và họ tìm ra người thay thế cho sezied là Denis "electronic" Sharipov . s1mple không đạt được nhiều thành công trong năm 2017, nhưng anh ấy vẫn giữ được phong độ cá nhân của mình so với năm trước. S1mple đã được trao vị trí thứ 8 trong top 20 của HLTV năm nay, giảm so với vị trí thứ 4 của năm 2016 do không có kết quả trong đội.

### 2018
Na'Vi bắt đầu năm 2018 với kết thúc bán kết tại ELEAGUE Major: Boston 2018. Vào đầu năm 2018, tổ chức MIBR của Brazil đã cố gắng ký hợp đồng với s1mple và flamie. Thỏa thuận được cho là sắp hoàn thành, nhưng Na'Vi đã yêu cầu giá mua lại quá cao, và cuối cùng thỏa thuận đã thất bại. Sau hai lần về đích ở vị trí á quân tại Starladder & i-League StarSeries Season 4 và Dreamhack Masters Marseille, Na'Vi đã giành được chức vô địch đầu tiên trong năm tại StarSeries & i-League Season 5;  họ kéo dài thành tích với các chiến thắng tại CAC 2018 và ESL One Cologne 2018. s1mple đã giành được MVP tại StarSeries và Dreamhack Marseille, mặc dù đội của anh không giành chiến thắng trong các sự kiện. Trong trận bán kết tại Cologne, họ đánh bại đội mạnh nhất vào thời điểm đó, Astralis. Na'Vi đã để thua Astralis tại trận chung kết của giải đấu Major thứ hai trong năm, FACEIT Major: London 2018. Na'Vi đã giành chiến thắng trong sự kiện cuối cùng của năm, BLAST Pro Series: Copenhagen 2018, và s1mple một lần nữa sẽ giành được giải thưởng MVP. Do thành tích cá nhân của s1mple, anh được đề cử cho vị trí Top 1 trong danh sách Top 20 người chơi hàng đầu của HLTV năm 2018. Theo thống kê từ HLTV, s1mple năm 2018 đạt điểm đánh giá cá nhân cao nhất trong tổng số 20 game thủ hàng đầu trước đó. Nhìn lại, s1mple 2018 được nhiều người hâm mộ và chuyên gia coi là game thủ hay nhất của CS:GO.

### 2019
Na'Vi đạt vị trí 3-4 trong giải Major đầu tiên của năm. S1mple vẫn giữ phong độ từ năm 2018, và nhận được MVP tại StarSeries Season 7. Sau đó, Na'Vi cuối cùng đã sa sút phong độ và thay thế đồng đội lâu năm của s1mple là Ioann "Edward" Sukhariev bằng Kirill "Boombl4" Mikhailov, người vào team lúc tháng 9 năm 2019, làm đội trưởng (hay còn được gọi là IGL).

### 2021
Na'Vi tiến vào PGL Stockholm Major với tư cách là ứng cử viên nặng ký cho chức vô địch sau khi đứng đầu trong các giải đấu xếp hạng khu vực của họ bằng cách lội ngược dòng đánh bại Gambit trong trận chung kết. Sau khi bất bại trong vòng Legends Stage của Stockholm Major, Na'Vi tiến đến vòng loại trực tiếp, đánh bại đội tuyển chủ nhà được yêu thích - NiP. Na'Vi vẫn giữ được phong độ của mình và vô địch Major, làm nên lịch sử bằng chiến thắng bất bại trong suốt giải đấu mà không để thua một trận đấu nào. Màn trình diễn cá nhân của S1mple qua Major, bao gồm Rating 2.26 HLTV ở một trong hai map đấu với Gambit ở bán kết, đã giúp anh trở thành MVP của giải đấu. Vào cuối năm đó, s1mple đã được The Game Awards vinh danh là Game thủ thể thao điện tử xuất sắc nhất.

## Bảng thành tích
| Thứ hạng          | Giải đấu                                  | Địa điểm               | Thời gian                             |
| Với Team Liquid   | Với Team Liquid                           | Với Team Liquid        | Với Team Liquid                       |
| ----------------- | ----------------------------------------- | ---------------------- | ------------------------------------- |
| 3                 | MLG Major Championship: Columbus          | Columbus, Hoa Kỳ       | 29 tháng 3, 2016 - 3 tháng 4, 2016    |
| 2                 | ESL One Cologne 2016                      | Cologne, Đức           | 5 tháng 7, 2016 - 10 tháng 7, 2016    |
| Với Natus Vincere |                                           |                        |                                       |
| 1                 | ESL One: New York 2016                    | New York, Hoa Kỳ       | 30 tháng 9, 2016 - 2 tháng 10, 2016   |
| 3                 | StarSeries Season 3                       | Kyiv, Ukraine          | 4 tháng 4, 2017 - 9 tháng 4, 2017     |
| 3                 | ESL One Cologne 2017                      | Cologne, Đức           | 7 tháng 7, 2017 - 9 tháng 7, 2017     |
| 3                 | ELEAGUE Major: Boston 2018                | Boston, Hoa Kỳ         | 12 tháng 1, 2018 - 28 tháng 1, 2018   |
| 2                 | DreamHack Masters Marseille 2018          | Marseille, Pháp        | 18 tháng 4, 2018 - 22 tháng 4, 2018   |
| 1                 | StarSeries Season 5                       | Kyiv, Ukraine          | 28 tháng 5, 2018 - 6 tháng 6, 2018    |
| 1                 | CAC 2018                                  | Thượng Hải, Trung Quốc | 14 tháng 6, 2018 - 18 tháng 6, 2018   |
| 1                 | ESL One Cologne 2018                      | Cologne, Đức           | 3 tháng 7, 2018 - 8 tháng 7, 2018     |
| 3                 | ELeague CS:GO Premier 2018                | Atlanta, Hoa Kỳ        | 21 tháng 7, 2018 - 29 tháng 7, 2018   |
| 2                 | FACEIT Major: London 2018                 | London, Vương Quốc Anh | 5 tháng 9, 2018 - 23 tháng 9, 2018    |
| 2                 | EPICENTER 2018                            | Moscow, Nga            | 23 tháng 10, 2018 - 28 tháng 10, 2018 |
| 2                 | BLAST Pro Series: Lisbon 2018             | Lisbon, Bồ Đào Nha     | 14 tháng 12, 2018 - 15 tháng 12, 2018 |
| 3                 | IEM Katowice 2019                         | Katowice, Ba Lan       | 13 tháng 2, 2019 - 3 tháng 3, 2019    |
| 1                 | StarSeries Season 7                       | Thượng Hải, Trung Quốc | 30 tháng 3, 2019 - 7 tháng 4, 2019    |
| 3                 | ESL One Cologne 2019                      | Cologne, Đức           | 2 tháng 7, 2019 - 7 tháng 7, 2019     |
| 3                 | DreamHack Masters Malmö 2019              | Malmö, Thụy Điển       | 1 tháng 10, 2019 - 6 tháng 10, 2019   |
| 3                 | ESL Pro League Season 10: Finals          | Odense, Đan Mạch       | 3 tháng 12, 2019 - 8 tháng 12, 2019   |
| 2                 | ICE Challenge 2020                        | London, Vương Quốc Anh | 1 tháng 2, 2020 - 6 tháng 2, 2020     |
| 1                 | BLAST Premier: Spring 2020 Regular Season | London, Vương Quốc Anh | 31 tháng 1, 2020 - 16 tháng 2, 2020   |
| 1                 | IEM Katowice 2020                         | Katowice, Ba Lan       | 24 tháng 2, 2020 - 1 tháng 3, 2020    |
| 2                 | ESL Pro League Season 12: Europe          | Châu Âu (Online)       | 1 tháng 9, 2020 - 4 tháng 10, 2020    |
| 2                 | IEM Beijing-Haidian 2020: Europe          | Châu Âu (Online)       | 6 tháng 11, 2020 - 22 tháng 11, 2020  |
| 3                 | IEM Global Challenge 2020                 | Châu Âu (Online)       | 15 tháng 12, 2020 - 20 tháng 12, 2020 |
| 1                 | BLAST Premier: Global Final 2020          | Châu Âu (Online)       | 19 tháng 1, 2021 - 24 tháng 1, 2021   |
| 1                 | BLAST Premier: Spring Groups 2021         | Châu Âu (Online)       | 4 tháng 2, 2021 - 14 tháng 2, 2021    |
| 1                 | DreamHack Masters Spring 2021             | Châu Âu (Online)       | 29 tháng 4, 2021 - 9 tháng 5, 2022    |
| 2                 | Blast Premier: Spring Finals 2021         | Châu Âu (Online)       | 15 tháng 6, 2021 - 20 tháng 6, 2021   |
| 1                 | IEM Cologne 2021                          | Cologne, Đức           | 6 tháng 7, 2021 - 18 tháng 7, 2021    |
| 1                 | ESL Pro League Season 14                  | Châu Âu (Online)       | 16 tháng 8 - 12 tháng 9, 2021         |
| 1                 | PGL Major Stockholm 2021                  | Stockholm, Thụy Điển   | 26 tháng 10, 2021 - 7 tháng 11, 2021  |
| 1                 | Blast Premier: Fall Finals 2021           | Copenhagen, Đan Mạch   | 24 tháng 11, 2021 - 28 tháng 11, 2021 |
| 1                 | Blast Premier: World Final 2021           | Copenhagen, Đan Mạch   | 14 tháng 12, 2021 - 19 tháng 12, 2021 |
| 2                 | PGL Major Antwerp 2022                    | Antwerp, Bỉ            | 9 tháng 5, 2021 - 22 tháng 5, 2021    |
| 1                 | BLAST Premier: Spring Finals 2022         | Lisbon, Bồ Đào Nha     | 15 tháng 6, 2021 - 19 tháng 6, 2021   |
| 2                 | IEM Cologne 2022                          | Cologne, Đức           | 7 tháng 7, 2022 - 17 tháng 7, 2022    |

## Các giải thưởng và thành tích cá nhân
Xếp hạng
- Top 20 tuyển thủ của HLTV: Hạng 4 (2016),[7] Hạng 8 (2017),[8] Hạng 1 (2018),[9] Hạng 2 (2019),[10] Hạng 2 (2020),[11] Hạng 1 (2021)[12]

MVP
- ESL One New York 2016
- DreamHack Winter 2017
- StarSeries Season 4, 2018
- StarSeries Season 5, 2018
- ESL One Cologne 2018
- Dreamhack Masters Marseille 2018
- CS:GO Asia Championships 2018
- BLAST Pro Series Copenhagen 2018[13]
- StarSeries Season 7, 2019
- IEM Katowice 2020
- ESL Pro League Season 12: Europe 2020
- BLAST Premier: Global Final 2020
- DreamHack Masters Spring 2021
- Starladder CIS RMR 2021
- IEM Cologne 2021
- ESL Pro League Season 14 2021
- PGL Major Stockholm 2021
- Blast Premier: World Final 2021
- BLAST Premier: Spring Finals 2022
- IEM Cologne 2022

EVP
- FACEIT Major: London 2018[14]
- MLG Major Championship: Columbus, 2016
- ESL One Cologne 2016
- IEM Katowice 2019

Các giải thưởng khác
- Esports Awards, Tuyền thủ PC của năm, 2018[15]
- Esports, Tuyển thủ PC của năm, 2021[16]
- The Game Awards, Tuyển thủ thể thao điện tử xuất sắc nhất, 2021[17]